# George Eastman (imprenditore)

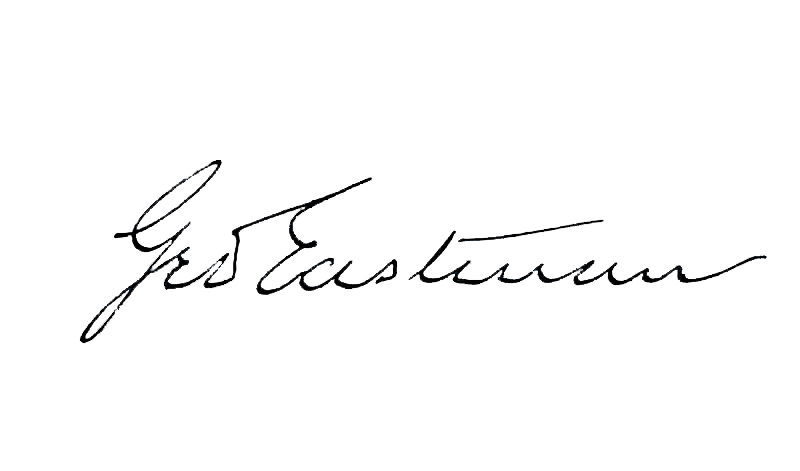
Firma di George Eastman

George Eastman (Waterville, 12 luglio 1854 – Rochester, 14 marzo 1932) è stato un imprenditore statunitense, pioniere della fotografia e fondatore della Eastman Kodak Company.

## Biografia
Figlio minore di George Washington Eastman (1815-1862) e Maria Kilbourn (1821-1907), crebbe nella fattoria di 10 acri (4,0 ettari) che i suoi genitori avevano acquistato nel 1849. Aveva due sorelle maggiori, Ellen Maria Andrus (1845-1884) e Emma Katie (1850-1870).
Era in gran parte autodidatta, anche se ha frequentato una scuola privata dopo l'età di otto anni. All'inizio degli anni Quaranta dell'Ottocento suo padre aveva avviato una scuola di economia, l'Eastman Commercial College a Rochester. La città divenne una delle prime "boomtown" degli Stati Uniti, basata sulla rapida industrializzazione.
Quando la salute di suo padre iniziò a peggiorare, la famiglia rinunciò alla fattoria e si trasferì a Rochester nel 1860. Suo padre morì di un disturbo cerebrale il 27 aprile 1862. Per sopravvivere e permettersi la scuola di George, sua madre accolse pensionanti.
La seconda figlia, Katie, aveva contratto la poliomielite da giovane e morì alla fine del 1870 quando George aveva 15 anni. Il giovane George lasciò presto la scuola e iniziò a lavorare per aiutare a sostenere la famiglia. Quando Eastman iniziò ad avere successo con la sua attività di fotografia, giurò di ripagare sua madre per le difficoltà che aveva sopportato per allevarlo.

Nel 1878 mise a punto la preparazione di lastre secche alla gelatina-bromuro e nel 1884, fondando la Eastman Dry Plate Co. e la Film Co., diede inizio alla produzione di pellicole trasparenti. I suoi primi apparecchi, battezzati Kodak, entrarono in commercio nel 1888 e conquistarono in breve tempo il mercato della fotografia e della cinematografia. Nel 1889 Eastman fabbricò, con la collaborazione di H. M. Reichenbach, la pellicola trasparente di nitrocellulosa della larghezza di 35 mm, base, fino all'avvento del digitale, dell'industria cinematografica (anche Thomas Alva Edison la usò per i suoi esperimenti di cinematografia).

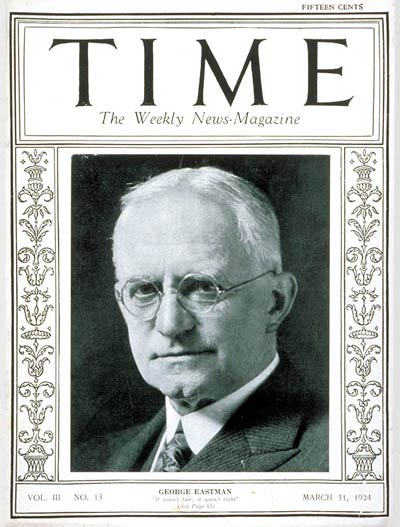
Copertina del Time del 31 Marzo 1924

### La Eastman Kodak Co.
Nel 1892 sorgeva la Eastman Kodak Co., la prima società che produsse apparecchi fotografici pieghevoli ed apparecchi cinematografici a passo ridotto (16 mm) su larga scala e a prezzi popolari. Eastman seppe fare buon uso della sua ricchezza perché la destinò in parte a istituzioni culturali, educative e scientifiche. Nel 1920 creò un particolare apparecchio fotografico destinato alla medicina odontoiatrica. Da lì a pochi anni fece costruire diverse cliniche odontoiatriche per bambini bisognosi a Rochester, Londra, Parigi, Bruxelles, Stoccolma e Roma (dove venne edificato l'ospedale Odontoiatrico George Eastman). Nel 1921 fondò la Eastman School of Music, una delle più prestigiose scuole di musica a livello internazionale.

### Malattia e morte
Negli ultimi due anni di vita fu gravemente malato. Colpito da una grave malattia degenerativa (probabilmente una stenosi spinale), era divenuto notevolmente magro e debole e aveva difficoltà a stare in piedi; il suo passo si faceva sempre più lento e strascicato. Dopo aver visto sua madre vivere i suoi ultimi due anni in una sedia a rotelle, e non riuscendo a tollerare la vita da invalido che gli si prospettava, il 14 marzo 1932 si uccise con un colpo di pistola al cuore. Lasciò questo breve messaggio: “To my friends: My work is done. Why wait?” (in italiano: "Ai miei amici: il mio lavoro è compiuto. Perché attendere?").

### Il museo e le sue collezioni
La residenza di Eastman è stata trasformata in un museo, la George Eastman House Museum of Photography, nel 1947. Attualmente, il museo ha il nome George Eastman House International Museum of Photography and Film. Dalla sua creazione, il museo ha l'obiettivo di collezionare, preservare e presentare al pubblico la storia della fotografia e del cinema. Il museo è stato aperto nel 1949.